# Plectranthus igniarioides
Plectranthus igniarioides là một loài thực vật có hoa trong họ Hoa môi. Loài này được Ryding mô tả khoa học đầu tiên năm 2005.